# Pseudione japanensis
Pseudione japanensis är en kräftdjursart som beskrevs av Hugo Frederik Nierstrasz och Brender a Brandis 1931. Pseudione japanensis ingår i släktet Pseudione och familjen Bopyridae. Inga underarter finns listade i Catalogue of Life.